# Мартинес, Патрисия
Патрисия Мартинес (исп. Patricia Martinez; род. 29 марта 1963, Мехико, Мексика) — мексиканская актриса и мастер дубляжа.

## Биография
Родилась 29 марта 1963 года в Мехико. После окончания средней школы поступила в Национальный автономный университет Мексики.
Дебютировала в качестве радиоактрисы, затем стала актрисой театра. В мексиканском кинематографе дебютировала в 1980 году в фильме[каком?], и с тех пор снялась в 10 работах в кино и телесериалах. Самым успешным в карьере актрисы является телесериал Дикая Роза, проданный во многие страны мира.
Позже актриса стала известна также как мастер дубляжа, озвучивая ряд зарубежных фильмов и актрис. Озвучила госпожу Литтл в фильме Стюарт Литтл, голосом которой в оригинале говорит Джина Дэвис; и фильм Disney Лило и Стич и его продолжения, в роли Великого Советника.

## Фильмография

### Телесериалы
- Просыпаться с тобой (2016)…. Ирма
- Я хочу любить тебя (2013—2014)…. Виолончель
- Что я люблю тебя, я люблю тебя (2013)…. Генеральша
- Конфетка сердце (2011)…. Эулалия «Лала» Эрнандес vda. из Приведенных
- Полна любви (2010)…. Gladiola Сервантеса
- Сердце дикий (2009)…. Aurora Garciá
- Дорогой враг (2008)…. Мария Евгения «Maruja» Мартинес Armendariz
- Гроза в раю (2007)…. Donata
- Поединок страстей (2006)…. Малена
- Alborada (2005)…. Кармела де Альварадо
- Сны и карамели (2005)…. Анжела
- Rebelde (2004)…. Луиза Лопес Мендес
- Полюбить снова (2003)…. Капитан Marta Кинтанилья
- Настоящая любовь (2003)…. Камелия Корона
- Девочка любимая моя (2003)…. Троица «Trini» Осуна
- Таковы эти женщины (2002)…. Благотворительность
- Сообщников на помощь (2002)…. Мария Контрерас
- Не бойтесь забыть (2001)…. Убежище
- Первая любовь… тысячи в час (2000—2001)…. Бернарда
- Безумие любви (2000)…. Вифлеем Гомес
- Ради твоей любви (1999)…. Жозефина
- Камила (1998)…. Четки «Chayo» — Хуарес
- Обиды страстный (1998)…. Цветок Хименес
- Мария Исабель (1997)…. Матильда
- Моя дорогая Исабель (1996)…. Аманда
- Бедная богатая девочка (1995)…. Кармен Слава Бесерра
- Мария квартала (1995)…. Romelia Разбавленное
- Узник любви (1994)…. Эуфемия
- Начать сначала (1994)…. Агат
- Бедные родственники (1993)…. Розовый
- Ничья любовь (1990)…. Zenaida
- Тихая любовь (1988)…. Ольга
- Дикая Роза (1987-88) …. La Siemple Viva

#### Телесериалы свыше 2-х сезонов
- Роза Гваделупе (2013)
- Как говорится (2012—2016 годы)
- Женщины-убийцы (2009), Глава «Лаура, ошеломленная» / Claudia (Мама Лоры)
- Соседи (2008)

### Дубляж
- Heidi (1974)…. Деревенский
- Роза Гваделупе …. (2008—2013)
- Сценарий Жизни …. Сладкий
- Рождественские огни …. Анетт
- Любовь Не Требует …. Джанет
- Решение Любви …. Юлия
- Пузырь …. Химена
- Чем Глубже Любовь …. Майра
- В Gandalla …. Селия
- Sonajita …. Мария Амалия
- Соколов Галактических (1986)…. Acerina
- Все Superamigos…. Чудо-Женщина
- Thundarr, варвар (второй сезон)…. Ариэль
- Toy Story 3 (2010)…. Pulpi
- Лерой и Стич (2006)…. Глава Совета
- Фильм Стич (2003)…. Глава Совета
- Лило и Стич (2002)…. Глава Совета

#### Зарубежные актрисы

##### Джейми Ли Кертис
- Неужели снова ты? (2010)…. Гейл Чихуахуа из Беверли-Хиллз (2008)…. Тетя Вив В пятницу, сумасшедшие (2003)…. Тесс Коулман

##### Джина Дэвис
- Стюарт Литтл 2 (2002)…. Eleanor Little Стюарт Литтл (1999)…. Eleanor Little

##### Анжелика Хьюстон
- Сумасшедшие Addams II (1993)…. Morticia Adams Сумасшедшие Адамс (1991)…. Morticia Adams

##### Другие
- Инспектор Гаджет 2 (2003)…. Мэр Уилсон (Сигрид Торнтон)
- Дураки, дураки и retontos (2003)…. Мама Гарри (Мими Роджерс)
- 13 призраков (2001)…. Мэгги (Rah Digga)
- Erin Brockovich (2000)…. Донна Дженсен (Marg Helgenberg)
- Ураган (1999)…. Лиза Петерс (Дебора Кара Унгер)
- Красоты американская (1999)…. Кэролайн Бернхем (Annette Bening)
- Да и где полиция? 33 1/3 (1994)…. Джейн Drebin (Присцилла Пресли)
- Обмен привычку (1992)…. Deloris Van Cartier/Сестра Мэри Кларенс Вупи Голдберг